# Maria Spirescu
Maria Spirescu (* 2. April 1980 in Miercurea Ciuc) ist eine ehemalige rumänisch-bulgarische Bobsportlerin und Leichtathletin.
Spirescu begann als Leichtathletin und spezialisierte sich auf den Dreisprung. Ihre persönliche Bestweite von 13,62 m erzielte sie im Jahr 2000. Im selben Jahr wechselte sie zum Bobsport und wurde dort in den rumänischen Nationalkader aufgenommen und von Paul Neagu trainiert.
2002 nahm Spirescu an den Olympischen Winterspielen in Salt Lake City teil. Im Zweierbob landete sie mit Erika Kovacs auf dem 15. Platz. In der Weltcup-Saison 2004/05 erreichte Spirescu den 18. Rang. 2005 wurde sie mit Viorica Țigău am Königssee Junioren-Weltmeisterin.
Im Sommer 2005 wurde Spirescu bei einer Dopingkontrolle positiv getestet und danach für zwei Jahre gesperrt. Nach Ablauf der Sperre wechselte sie 2007 zum bulgarischen Verband, weil das Nationale Olympische Komitee Rumäniens gedopte Sportler nicht mehr zu Olympischen Spielen zulässt. Mit der Anschieberin Cristine Spătaru, ebenfalls gebürtige Rumänin, bestritt sie im Winter 2007/08 den Europacup, in dem sie mehrere Podiumsplätze und in Cesena einen Sieg erreichte. Bei der Bob-Weltmeisterschaft 2008 in Altenberg landeten die beiden auf dem 15. Platz.